# Grzegorz Stelmaszewski
Grzegorz Stelmaszewski (ur. 10 kwietnia 1963 w Łodzi, zm. 22/23 maja 2017 w Łodzi) – polski aktor niezawodowy.

## Życiorys
Pochodził z Łodzi. Zanim został aktorem, kilkakrotnie przebywał w więzieniu, odbywając wyroki za kradzieże (łącznie spędził w zakładach karnych 11 lat). Jako mieszkaniec Schroniska Brata Alberta wziął udział w telewizyjnym reportażu, w trakcie którego został zauważony i zaproszony w 2002 na casting do filmu Edi w reż. Piotra Trzaskalskiego. W kolejnych latach wystąpił jeszcze w kilkudziesięciu filmach i serialach, wcielając się w role epizodyczne oraz drugoplanowe.
Popełnił samobójstwo poprzez powieszenie. Pochowany na cmentarzu przy ul. Szczecińskiej w Łodzi. W 2017 ukazała się biografia Grzegorza Stelmaszewskiego, autorstwa pisarza Ivo Vuco, pt. „Złodzirej”.

## Filmografia
- 2002: Edi – brat „Księżniczki”
- 2006: Z odzysku – Janek
- 2006: Olek – Wąsik
- 2006: Job, czyli ostatnia szara komórka – kanar
- 2007: Sztuczki – Turek
- 2008: Lekcje pana Kuki – Polak
- 2008: Skorumpowani – „Krzywy”
- 2009: Vena Cava
- 2009: Złoty środek – menel
- 2010: Ciacho – kapitan barki
- 2010: Projekt dziecko, czyli ojciec potrzebny od zaraz – jeden z trzech w parku
- 2010: Dom śmierci – detektyw
- 2011: Cudowne lato – Cygan
- 2011: Weekend – Cygan
- 2011: Leśne Doły – uciekinier
- 2012: Hans Kloss. Stawka większa niż śmierć – „Wilk”
- 2013: Last minute – pan Marek
- 2014: Służby specjalne – chory w Centrum Onkologii
- 2015: Służby specjalne – chory w Centrum Onkologii
- 2015: Król życia – Szymon
- 2015: Córki dancingu – bramkarz
- 2016: Las, 4 rano – Aleksandyr
- 2018: Fuga – Zygmunt